# Адмирал Макаров (ледокол, 1945—1949)
«Адмирал Макаров» (ледокол, 1945—1949) — ледокол класса «Wind», построенный в США под названием USCGC «Southwind» (WAGB-280); с 1945 по 1949 год использовался СССР под названием «Адмирал Макаров»; после возврата США носил имя USS «Atka» (AGB-3) и затем снова USCGC «Southwind».
Всего было построено восемь ледоколов класса «Винд» (англ. «Wind», «Ветер»).
Постройка «Southwind» («Южный Ветер») началась 20 июля 1942 года на верфи «Western Pipe and Steel Company» в Сан-Педро, США.
Ледокол был спущен на воду 8 марта 1943 года и 15 июля 1944 года введён в состав Береговой охраны США под названием USCGC «Southwind» (WAGB-280).
В рамках программы ленд-лиза в 1945 году ледоколы «Southwind», «Northwind» и «Westwind» переданы СССР и переименованы соответственно в «Адмирал Макаров», «Северный Ветер» (с 1946 года — «Капитан Белоусов») и «Северный Полюс».
«Southwind» передан СССР 25 марта 1945 года. Приёмку ледокола осуществлял Константин Константинович Бызов, который был его капитаном до июля 1945 года, осуществляя проводку судов в порты Дальнего Востока. После него капитаном ледокола «Адмирал Макаров» на протяжении 1945—1949 годов являлся Михаил Гаврилович Марков.
28 декабря 1949 года ледокол первым из серии возвращён США в Йокосуке, Япония.

## В искусстве
Фотографии USS «Atka» были использованы индастриал-метал-группой «Rammstein» в оформлении альбома «Rosenrot», а также на обложке японского издания альбома «Reise, Reise».